# سيكان كارلسون
سيكان آنا جريتا كارلسون (12 أغسطس 1915 - 2 نوفمبر 2011) ممثلة مسرحية وسينمائية سويدية الأكثر شعبية في السويد، الثلاثينيات إلى الخمسينيات من القرن العشرين، أيضًا مغنية بارعة وفنانة تسجيل وقدمت أداءً على خشبة المسرح وفي المسرحيات الموسيقية، تم تكريمها جائزة الخنفساء الذهبية الفخرية لإنجاز مدى الحياة التي من قبل معهد الأفلام السويدي عام 2004،
اشتهرت بأفلامها الكوميدية، تتضمن العديد من أفلامها من تلك الفترة عروضاً موسيقية مبهجة تهدف إلى رفع الروح المعنوية لجمهورها الذي أنهكته الحرب. غالبًا ما كانت الشخصيات التي صورتها في سنوات ما بعد الحرب أكثر تعقيدًا من تلك التي لعبتها سابقًا، حظت أفلامها بشعبية كبيرة، من بين من الأعمال الفنية الكثير التب تقديمها فيلم أختي وأنا.

## روابط خارجية
- Sickan Carlsson في قاعدة بيانات الأفلام على الإنترنت
- Obituary – Dagens Nyheter (Swedish)